# Maya-Blau
Maya-Blau bezeichnet ein Pigment, das von den Maya ab dem Jahr 800 für rituelle Zwecke verwendet wurde. Zudem beschreibt Maya-Blau einen leuchtend türkisblauen Farbton.

## Geschichte
Das Pigment Maya-Blau wurde bereits im Jahr 800 von dem indigenen Volk der Maya hergestellt. Es wurde damals vor allem für Gemälde und religiöse Zwecke verwendet, da Blau eine heilige Farbe für sie darstellte. So wurden Menschenopfer mit dem Maya-Blau gefärbt, bevor sie dem Regengott Chaak geopfert wurden. Das Pigment wurde lange Zeit vergessen und erst im 20. Jahrhundert fand man Rückstände des Pigments in Grabstätten in der Tempelstadt Chichén Itzá (Mexiko).

## Herstellung
Maya-Blau wird aus dem Silikat Palygorskit- oder Sepiolith und Indigo hergestellt, wobei das Gemisch nach dem Vermischen für mehrere Stunden auf  100–250 °C erhitzt wird. Je nach Farbstoffkonzentration, Temperatur und Reaktionszeit sind unterschiedlichste Farbnuancen zu erreichen, welche von hellblau über türkis, grün, meerblau, dunkelblau bis tiefblau reichen. Während des Erhitzens des Silikats entweicht zeolithisch gebundenes Wasser aus dem Schichtsilikatgerüst, sodass das Indigo-Molekül ins Gitter passt und dort über Wasserstoffbrückenbindungen gebunden wird.

## Eigenschaften
Maya-Blau eignet sich für nahezu jedes Farbsystem. So kann es zum Beispiel für Aquarelle, Fresko oder Ölgemälde eingesetzt werden. Da die Farbstoff-Moleküle fest im Silikat-Gerüst eingebunden sind, ist es enorm lichtecht, witterungsbeständig und hitzestabil sowie vor chemischen Einflüssen widerstandsfähig; auch unter modernen Pigmenten ist diese Kombination von Eigenschaften selten.

## Verwendung
Maya-Blau wurde von den Maya früher neben religiösen Zwecken auch für Gemälde verwendet. Zudem ist bekannt, dass es für Verzierungen von Keramik, Skulpturen und Schmuck verwendet wurde. Seit kurzem findet das Pigment zunehmend im Künstler- und Restaurationsbedarf Anwendung, wobei verschiedene Maya-Blau-Farbtöne erhältlich sind.

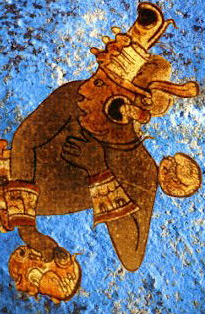
Kriegermalerei der Maya mit Hintergrund aus Maya-Blau
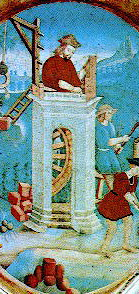
Mexikanisches Gemälde von Juan Gerson unter Benutzung von Maya-Blau